# لويس بيريز ميزا
لويس بيريز ميزا (بالإسبانية: Luis Pérez Meza)‏ هو مغني وملاكم وممثل مكسيكي، ولد في 1917، وتوفي في 1981 في المكسيك.

## وصلات خارجية
- لويس بيريز ميزا على موقع IMDb (الإنجليزية)
- لويس بيريز ميزا على موقع ميوزك برينز (الإنجليزية)
- لويس بيريز ميزا على موقع ديسكوغز (الإنجليزية)
- لويس بيريز ميزا على موقع قاعدة بيانات الفيلم (الإنجليزية)